# Get Yer Ya-Ya's Out!
Get Yer Ya-Ya's Out! is een livealbum van The Rolling Stones uitgekomen in 1970.

## Geschiedenis
Het album werd opgenomen in New York en Baltimore, Maryland in november 1969, net voordat Let It Bleed verscheen. De titel van het album kwam van het nummer "Get Yer Yas Yas Out" van Blind Boy Fuller. De woorden "Yas Yas" in het nummer staan voor de borsten van een vrouw. Vergelijkingen met de muziek van de film Gimme Shelter en publieksopnamen van de shows laten zien dat de meeste zangpartijen van Jagger en Richards later opnieuw zijn ingezongen, en dat Mick Taylors gitaarpartij van Little Queenie opnieuw is ingespeeld door Keith Richards. Verder lijkt alle muziek origineel te zijn. De overdubsessies vonden plaats in januari en februari 1970 in de Londense Olympic Studios.
In augustus 2002 werd het livealbum geremasterd en herdrukt in een sacd-digipack, uitgegeven door ABKCO Records.

## Nummers
- Alle nummers zijn door Mick Jagger en Keith Richards geschreven en uitgevoerd in Madison Square Garden in New York, tenzij anders is aangegeven.

1. Jumpin' Jack Flash – 4:02
  - 27 november 1969
2. Carol (Chuck Berry) – 3:47
  - 28 november 1969
3. Stray Cat Blues – 3:41
  - 28 november 1969
4. Love in Vain (Robert Johnson) – 4:57
  - 26 november 1969: Civic Center, Baltimore
5. Midnight Rambler – 9:05
  - 28 november 1969 (tweede show)
6. Sympathy for the Devil – 6:52
  - 28 november 1969.
7. Live with Me – 3:03
  - 28 november 1969
8. Little Queenie (Chuck Berry) – 4:33
  - 28 november 1969
9. Honky Tonk Women – 3:35
  - 27 november 1969
10. Street Fighting Man – 4:03
  - 28 november 1969

## Bezetting
- Mick Jagger - leadzang, mondharmonica
- Keith Richards - gitaar, achtergrondzang
- Mick Taylor - gitaar
- Bill Wyman - basgitaar
- Charlie Watts - drums
- Ian Stewart - piano tijdens de Chuck Berry-nummers

## Hitlijsten

### Album
| Jaar | Hitlijst             | Notering |
| ---- | -------------------- | -------- |
| 1970 | UK Albums Chart      | 1        |
| 1970 | Billboard Pop Albums | 6        |